# Тільки для божевільних
Тільки для божевільних (ест. Ainult hulludele ehk halastajaõde) — радянський художній фільм 1990 року, знятий режисером Арво Іхо.

## Сюжет
Медсестра психологічної лікарні, шкодуючи нещасного юнака, що надійшов сюди після спроби суїциду через імпотенції в найвідповідальніший для юного коханця момент, вночі виліковує його. Однак, це її милосердя тягне жорсткі наслідки.

## У ролях
- Маргарита Терехова — Рита, медсестра
- Хендрік Тоомпере (старший) — Олав
- Хендрік Тоомпере (молодший) — Йохан
- Міхкель Смелянський — Віктор, тесть Йохана
- Лембіт Ульфсак — Андрес, чоловік Рити
- Вія Артмане — Зіна, свекруха Ріти
- Катрін Кохв — Лейда
- Рейн Мальмстен — хірург

## Знімальна група
- Сценаріст : Марина Шептунова
- Режисер : Арво Іхо
- Оператор : Аго Руус
- Композитор : Лепо Сумера
- Художники : Прийт Вахер, Арво Іхо, Ервин Иунапуу